# Stalpersia orientalis
Stalpersia orientalis är en svampart som beskrevs av Parmasto 2001. Stalpersia orientalis ingår i släktet Stalpersia och familjen Auriscalpiaceae.   Inga underarter finns listade i Catalogue of Life.